# Saarijärvi (sjö i Ruokolax, Södra Karelen)
Saarijärvi är en sjö i kommunen Ruokolax i landskapet Södra Karelen i Finland. Sjön ligger 103,1 meter över havet. Den är 15,95 meter djup. Arean är 71 hektar och strandlinjen är 7,61 kilometer lång. Sjön  ingår i Vuoksens huvudavrinningsområde.   Den ligger omkring 53 km nordöst om Villmanstrand och omkring 250 km nordöst om Helsingfors. 
I sjön finns öarna Niilonsaari och Peräsaari. 